# Morpho bisanthe
Morpho bisanthe är en fjärilsart som beskrevs av Hans Fruhstorfer 1907. Morpho bisanthe ingår i släktet Morpho och familjen praktfjärilar. Inga underarter finns listade i Catalogue of Life.